# Sáh Dzsahán mogul sah
Shabuddin Mohammed Sáh Dzsahán, gyakran csak Sáh Dzsahán (1592. január 5. – 1666. január 22.), teljes titulusa: Al-Sultan al-'Azam wal Khaqan al-Mukarram, Abu'l-Muzaffar Shihab ud-din Muhammad, Sahib-i-Qiran-i-Sani, Shah Jahan I Padshah Ghazi Zillu'llah [Firdaus-Ashiyani] (egyéb helyesírása Jahan Shah, Shahjehan, urduul: شاه جهان) az indiai szubkontinensen található Mogul Birodalom uralkodója volt 1628 és 1658 között. A Sáh Dzsahán név perzsául annyit tesz: „a világ ura”. Ő volt az ötödik a mogul uralkodók sorában Bábur, Humájun, Akbar és  Dzsahángír  után. Fiatalkorában Akbar őt szerette legjobban.
Fiatal kora ellenére alkalmasnak találták, hogy 1627-ben elhunyt apját, Dzsahángírt kövesse a mogul trónon. Az egyik legnagyobb mogul sahnak tartják, uralkodásának időszakát pedig a mogulok aranykoraként emlegetik. Akbarhoz hasonlóan birodalmának növelésére törekedett. Uralkodásának legfontosabb eseményei: az  Ahmadnagar királyság elpusztítása (1636), Kandahár elvesztése a perzsák ellenében (1653), valamint a dekkáni hercegnő ellen vívott második háború (1655). 1658-ban megbetegedett, ezért fia, Aurangzeb bezárta az agrai citadellába, és ott tartotta haláláig.
Uralkodásának időszaka a mogul építészet számára is az aranykort jelentette. Sáh Dzsahán számos gyönyörű épületet emelt, melyek közül a leghíresebb a felesége, Mumtáz Mahal (eredeti neve Ardzsumand Banu Bégum) síremlékeként épült Tádzs Mahal Agra városában. Az agrai Moti Maszdzsid (Gyöngyházmecset) és a delhi Vörös Erőd, mely a Kelet leggyönyörűbb építménye, és a delhi Dzsama Maszdzsid nagymecset szintén Sáh Dzsahán nevéhez fűződik. A sokak által csodált, mai mértékek szerint több millió dollárt érő Pávatrón is az ő uralkodása alatt készült. Ő alapította Sáhdzsahánábád városát, amelyet ma „Ó-Delhiként” ismerünk. Delhi erődjében és Lahor városában több épületet emeltetett.

## Élete

### Születése és ifjúsága
Sáh Dzsahán Khurram Shihab-ud-din Muhammad herceg néven látta meg a napvilágot 1592-ben Lahorban, az uralkodó Dzsahángír harmadik, és egyben legkedveltebb fiaként. Édesanyja, Dzsahángír felesége, Manmati hercegnő, aki a rádzsputok Rathore dinasztiájából származott. A Khurram nevet, amely perzsául „vidámat” jelent, nagyapjától, Akbartól kapta. Fiatalon Dzsahán széles körű műveltségre tett szert, kiemelkedett a harcművészetekben, és amikor édesapja seregeit vezette, kiváló parancsnokként ismerték meg. Már apja uralkodása alatt az ő nevéhez fűződtek a területszerzési sikerek. Különleges tehetsége mutatkozott az építészetben, amikor 16 éves korában újratervezte az agrai Vörös Erőd  épületeit, és megalkotta saját szárnyát Bábur kabuli erődjében.

### Házassága

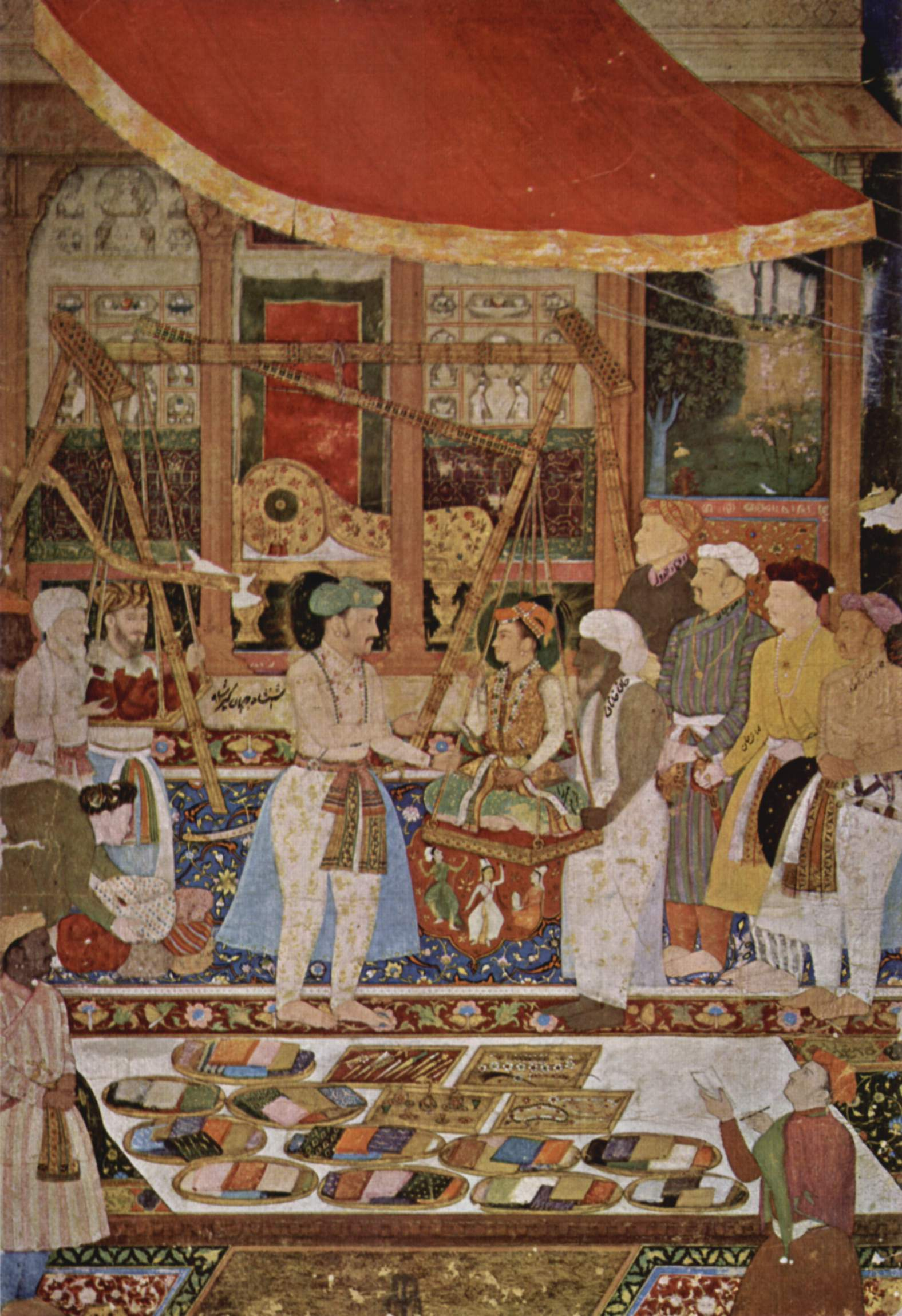
Jahangir sah fia, “Khurram herceg” súlyát méri aranyban. 1607, Tuzk-e-Jahangiri (Jahangirnama).

Kr. u. 1607-ben (1025 AH) Khurram boldogan házasodott össze Ardzsuman Banu Bégum hercegnővel, egy perzsa nemes unokájával, aki akkor még csak 14 esztendős volt. Kétségkívül ő volt Dzsahán élete nagy szerelme. Még öt évet kellett várniuk a hivatalos házasságkötésre. Esküvőjük után Khurram a Mumtáz Mahal, azaz a „Palota Ékköve” nevet adta feleségének, „akinek megjelenése és természete kimagaslott az akkori idők asszonyai közül”.
A közbeeső években Khurram két másik nőt vett feleségül: Akbarábádi Mahalt (meghalt 1677 Kr. u., 1088 AH), és Kandahári Mahalt (meghalt kb. 1594 Kr. u., 1002 AH). Ám Khurram szívét annyira rabul ejtette Mumtáz, hogy nem mutatott nagy érdeklődést két korábbi felesége iránt a kötelességtudó trónörökösnemzésen kívül.
Az udvari krónikás, Kazvini szerint két másik feleségével való kapcsolata „nem volt több, mint a házasság intézménye. Az a meghittség, mély szenvedély, figyelem és kedvesség, amelyet Őfelsége Őtökéletessége Mumtáz iránt mutatott, ezerszer több volt, mint amit bárki más kaphatott tőle”.

### Utódja

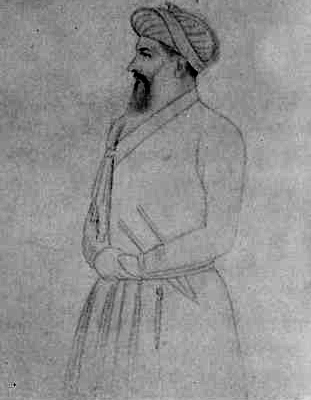
Sáh Dzsahán egy 19. századi ábrázoláson.

A mogul birodalomban a hatalom és vagyon öröklését nem az elsőszülöttség joga határozta meg. A hercegi sarjak egymással versengve igyekeztek minél több katonai sikert felmutatni és megszilárdítani  udvarbeli hatalmukat. Ez gyakran vezetett felkelésekhez és örökösödési háborúkhoz. Ennek eredményeképpen igen összetett helyzet fogadta a felnövekvő Khurramot a Mogul birodalomban. 1611-ben apja feleségül vette egy perzsa bevándorló megözvegyült lányát, Núr Dzsahánt. Az asszony és bátyja, Asaf kán hamarosan befolyásos személyiség lett Dzsahángír udvarában. Asaf kán lányát nőül véve Khurram megszilárdította Asaf és Núr Dzsahán udvari pozícióját.
Khurram Dekkánon aratott katonai sikerei hathatósan megerősítették a birodalom déli határait, ezért hálás apja a „Dzsahán  Bahádur Sáh” azaz a„ Világ Ura” nevet adta neki, amely azt is jelentette, hogy Dzsahán a trón várományosa. Azonban az udvari intrikák, többek között  Núr Dzsahán  vágya, hogy első házasságából született és Dzsahán fiatalabb öccséhez, Shahzada Shahryarhoz adott lányát juttassa a trónra, arra kényszerítették Khurramot, hogy 1622-ben Mahabat kán támogatásával nyílt lázadást kezdjen apja ellen.
Dzsahángír hadereje leverte a lázadást, és 1626-ban Khurram feltétel nélküli megadásra kényszerült. Dzsahángír 1627-ben bekövetkezett halálakor Khurram Sáh Dzsahán, a „Világ Ura” és a „Kedvező Csillagállások Királya” néven lépett a mogul trónra, mely elnevezés utolsó tagja a Timurida gyökereire tett büszke utalás.
Gyakori terhességei ellenére Mumtáz Mahal mindig Sáh Dzsahánhal tartott az első katonai útjai valamint apja ellen vívott háborújában. Mumtáz Mahal szemmel láthatóan férjének szentelte magát – állandó társa és bizalmasa volt, kapcsolatuk pedig intenzív. Sáh Dzsahán krónikásai tökéletes nőnek írják őt le, aki nem tör politikai hatalomra. Ez nyilvánvalóan ellentétes azzal a képpel, amilyennek  Núr Dzsahánt  látták.

### Uralkodása

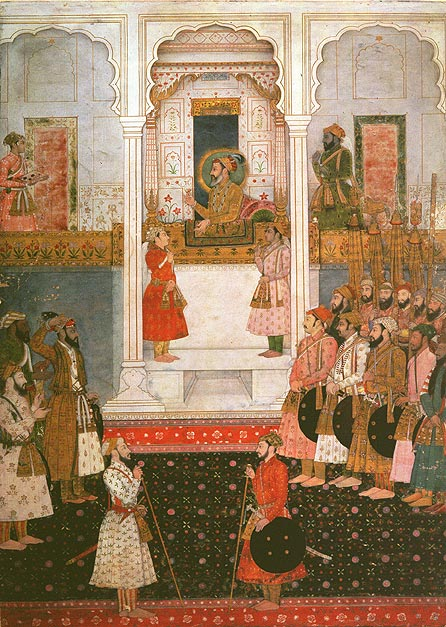
Sáh Dzsahán udvara

Bár apja uralkodásának idejében általában béke honolt, Dzsahángír utolsó éveiben a birodalomnak nehézségei támadtak. Sáh Dzsahán véget vetett ennek, amikor levert egy muszlim lázadást Ahmednagarnál, visszaverte a portugálokat Bengálnál, és azzal, hogy a Baglán és Bundelkhand rádzsput királyságokat nyugatra szorította a Khiber-hágón túlra. Sáh Dzsahán katonai hadjáratai kimerítették a kincstárat.[forrás?] Uralkodása alatt az állam egy hatalmas katonai gépezetté vált, a nemesség száma csaknem megnégyszereződött, és az ő igényeikkel együtt megsokszorozódott a parasztságra nehezedő terhek súlya is. Mégis az általános stabilitás idejéről beszélhetünk – az irányítást központosították, az udvari ügyeket pedig rendszerezték. A történetírás és a művészetek a propaganda fontos eszközei voltak, hiszen a csodás műalkotások és a költészet bizonyos állami ideológiákat zengtek, amelyek szerint a központi hatalom és a hierarchikus rend egyensúlyt és harmóniát teremtett. Dzsahán uralkodása alatt a birodalom területe szerény mértékben de növekedett. Uralkodása utolsó éveiben azonban a  hanyatlás jelei mutatkoztak.
Politikai erőfeszítései nagy kereskedelmi és kézműves központok (úgymint Lahor, Delhi, Agra és Ahmadábád), távoli helyekre és kikötőkbe vivő szárazföldi és vízi úthálózat létrejöttét szorgalmazták. A fővárost Agrából Delhibe helyezte át.
A mogul művészet és építészet a zenitjén állt Sáh Dzsahán uralkodása idején. Maga a sah rendkívül kifinomult esztétikai érzékkel megáldott, termékeny építő volt. Ő építtette a legendás agrai Tádzs Mahalt szeretett felesége, Mumtáz Mahal síremlékéül. A nevéhez köthető épületek közül ma is látható a delhi vörös erőd, a Dzsama Masztdzsid  szintén Delhiben, a lahori Salimár kertek, Lahor erődjének egyes részei (például a  Sis Mahal és a Naulakha pavilon), valamint az apja tiszteletére emelt mauzóleum.
Egy legenda szerint Sáh Dzsahán egy fekete Tádzs Mahalt szeretett volna építtetni magának, a rajongva szeretett felesége síremlékének mintájára. Ezt a feltételezést azonban egyetlen szavahihető tanulmány sem erősíti meg.

### Élete vége
Amikor Sáh Dzsahán 1657-ben megbetegedett, fia, Aurangzeb felkelést szított, és nyilvánosan kivégeztette Dara Sikoht, aki a bátyja, így a rivális trónörökös volt. Bár Sáh Dzsahán teljesen fölépült betegségéből, Aurangzeb cselekvésképtelennek nyilvánította, és házi őrizetbe helyezte őt a Vörös Erődbe.
Dzsahanára  Bégum Száhib önkéntesen a sah szolgálatába vonult a hátralévő nyolc évre, hogy fogságában gondját viselje. 1666 januárjában Sáh Dzsahán vérhassal és hólyaghuruttal ágynak esett. Ágyhoz kötöttként rohamosan romlott az állapota, míg végül január 22-én a királyi udvar hölgyeit, elsősorban legutóbbi hitvesét, Akrabadi Mahalt, Dzsahanára gondjaira bízta. Miután idézett a Koránból és elmondta a Kalimát, meghalt. Dzsahanára állami temetést kért a számára, amely során Sáh Dzsahán testét a legmagasabb méltóságú nemesek és Agra nemesi lakói hordozták volna körbe, miközben pénzt szórnak a szegényeknek. Aurangzeb visszautasította ezt a hivalkodást. A sah testét iszlám rítusok szerint megmosták, szantálfa koporsóban egy hajón a Tádzs Mahalhoz szállították, ahol szeretett felesége, Mumtáz Mahal földi maradványai mellett helyezték örök nyugalomra.

## Öröksége

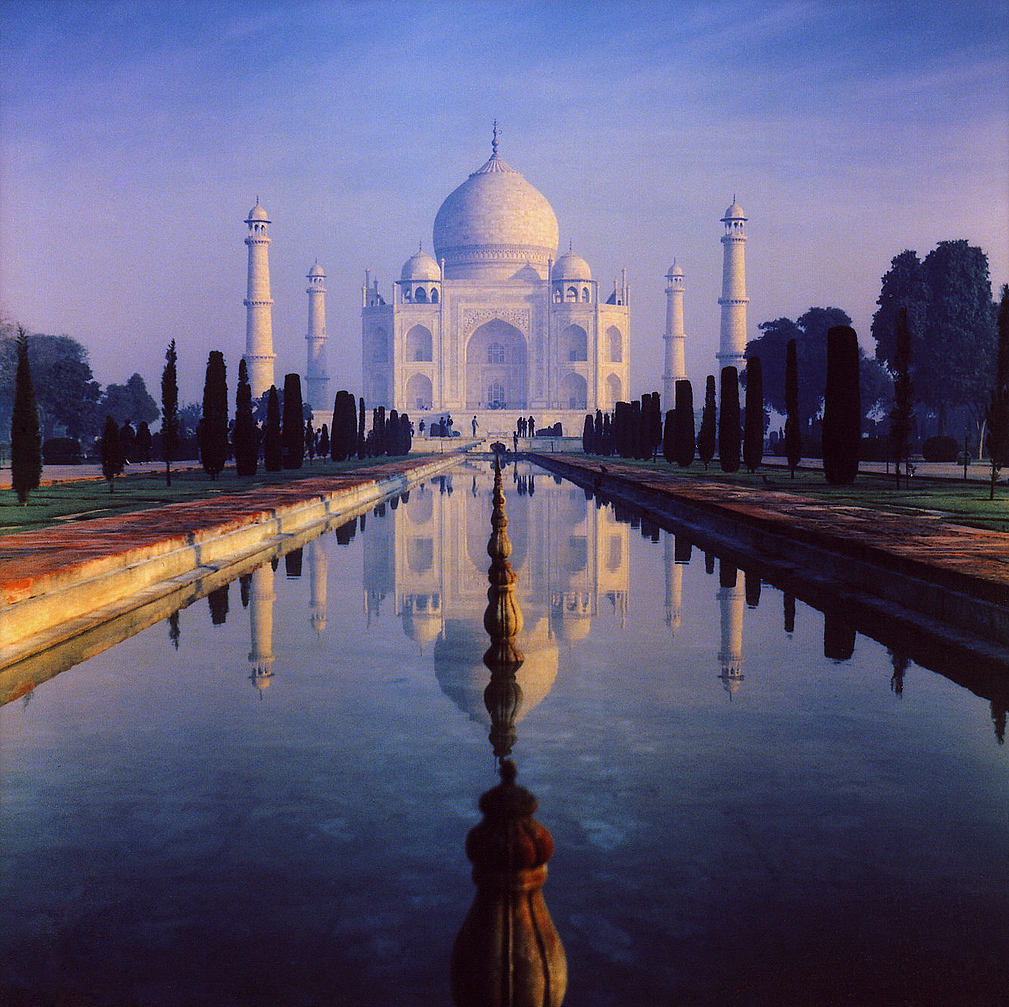
Sáh Dzsahán építtette a Tádzs Mahalt felesége, Mumtáz Mahal sírja fölé

Sáh Dzsahán öröksége az egyik legjelentősebb a mogul uralkodók közül. Művészetpártolóként támogatta a mogul festészetet, bár kedvenc műfaja az építészet volt, amelynek legékesebb alkotása kétségkívül a Tádzs Mahal. Az uralkodása idején létrejött festmények közül sok örökíti meg Sáh Dzsahán romantikus egyéniségét. A képekről a mogulok nyugodt, biztos gyarapodása árad.
Mint minden elődje, így Sáh Dzsahán is több feleséget, ágyast és táncosnőt tartott az udvarában. Több európai krónikás följegyezte ezt. Niccolao Manucci azt írja „úgy tűnhet, mintha a kedvét leső nők társasága lenne az egyetlen, ami Sáh Dzsahánot érdekelné, azért egy olyan piacot létesített udvarában, ahová csupán minden rangú és rendű hölgyek léphetnek be, de persze csakis a csinosak”. Amikor Aurangzeb a Muszamman Burdzsba, a Vörös Erődben, záratta apját, megtiltotta neki, hogy teljes „női udvartartását, énekes és táncosnőit magával vigye”. Manucci arról emlékezett meg, hogy Sáh Dzsahán soha nem vesztette el érdeklődését a test gyönyörei iránt, míg csak nagyon öreg nem lett. Ilyen információhoz azonban az Indiában járó európai utazók többsége csupán a bazári pletykákból juthatott.
Kortárs európai írók számos műben emlékeztek meg Sáh Dzsahán magánéletéről. A 433 Eros nevű kisbolygón, ahol a krátereket híres valós és kitalált szerelmesekről nevezték el, az egyik becsapódási kráter Sáh Dzsahán nevét viseli.

## Fordítás
- Ez a szócikk részben vagy egészben  a   Jahan Shah című német Wikipédia-szócikk ezen változatának fordításán alapul.  Az eredeti cikk szerkesztőit annak laptörténete sorolja fel. Ez a jelzés csupán a megfogalmazás eredetét és a szerzői jogokat jelzi, nem szolgál a cikkben szereplő információk forrásmegjelöléseként.